# Communauté de communes de la Norma
Die Communauté de communes de la Norma war der Zusammenschluss (Communauté de communes) der zwei Gemeinden Villarodin-Bourget und Avrieux im Département Savoie der Region Rhône-Alpes. Der Gemeindeverband war nach dem Skigebiet La Norma benannt.
Die Organisation bestand vom 15. Dezember 1988 bis zum 31. Dezember 2013. Die beiden beteiligten Gemeinden wurden danach Teil der größeren Communauté de communes Terra Modana.